# Унодзава Юдзі
Юдзі Унодзава (яп. 宇野沢 祐次, нар. 3 травня 1983, Тіба) — японський футболіст, нападник клубу «Нагано Парсейро».
Виступав, зокрема, за клуб «Касіва Рейсол».

## Ігрова кар'єра
У дорослому футболі дебютував 2002 року виступами за команду клубу «Касіва Рейсол», в якій провів п'ять сезонів, взявши участь у 68 матчах чемпіонату. 
Протягом 2007 року захищав кольори команди клубу «Авіспа Фукуока».
В подальшому продовжив кар'єру у нижчих лігах японської футбольної першості. Протягом 2008–2009 років грав за команду «Японський футбольний коледж».
До складу на той час клубу четвертої японської ліги «Нагано Парсейро» приєднався 2010 року. З 2014 року продовжив грати за цю команду у третій лізі.